# Historias Desobedientes

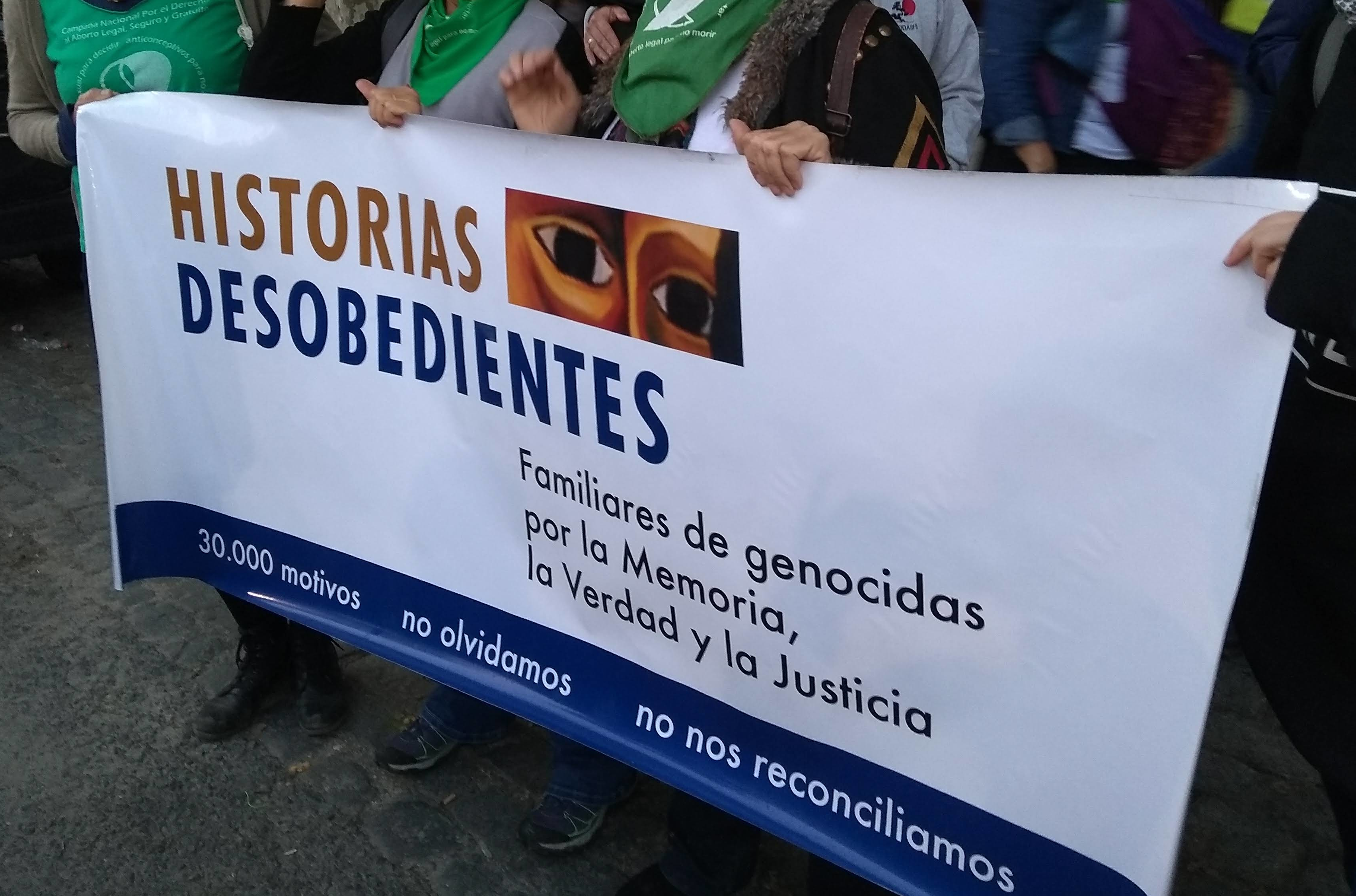
Estandarte de la agrupación desplegado durante una movilización social

Historias Desobedientes es una agrupación que se encuentra conformada por hijas, hijos y familiares de personal de las fuerzas armadas y de seguridad responsables de crímenes de lesa humanidad durante la última dictadura cívico militar en Argentina. Se origina en mayo del 2017 tras la decisión de la Corte Suprema de Justicia de la Nación de aplicar la Ley Nº 24.390, conocida como Ley del Dos por Uno y en el marco de las movilizaciones sociales convocadas por los organismos de derechos humanos en contra de su aplicación.

## Orígenes
Su fecha de fundación se registra el 25 de mayo de 2017 cuando se encuentran por primera vez cinco hijas y un hijo de genocidas y deciden llamarse "Historias Desobedientes". Su primera aparición pública se realiza unas semanas después de su fundación, el 3 de junio de ese año en el marco de la marcha de "Ni una menos". A partir de la repercusión en diferentes medios de comunicación a nivel nacional e internacional comienzan a acercarse al colectivo, familiares con distintos grados de parentesco y de diferentes partes del mundo, que repudian y cuestionan el accionar del familiar genocida.

## Antecedentes
Si bien se conocen testimonios de hijos de nazis que hacen público su repudio al accionar criminal de sus padres, no se han registrado experiencias de organizaciones colectivas que nucleen personas con la particular característica de tener un vínculo filiatorio con responsables de crímenes de lesa humanidad. Para el caso de Argentina, fue la coyuntura política y la denuncia pública realizada por la hija de Miguel Etchecolatz en el marco del intento de aplicación de la ley 2x1, lo que aportó en la visibilización de las posturas de familiares de genocidas que retoman el lema de memoria, verdad y justicia. Los testimonios de familiares de represores tuvieron eco a nivel internacional, en particular su pedido de poder declarar y denunciar a sus familiares en los juicios de lesa humanidad.

## Presentación de proyecto de ley
El 7 de noviembre de 2017 se presentó en el Congreso de la Nación un proyecto de ley para modificar dos artículos del actual Código Procesal Penal. Específicamente los artículos 178 y 242 que impiden a una persona "denunciar o declarar contra un cónyuge, ascendiente, descendiente o hermano, a menos que el delito aparezca ejecutado en prejuicio del denunciante". El pedido es para que estas prohibiciones sean removidas, cuando se trate de delitos de lesa humanidad, habilitando de esta manera a las hijas, hijos o familiares de genocidas, que en forma voluntaria quieran dar su testimonio, y de esa manera puedan aportar a las causas vigentes.